# Aéroport international Bishop de Flint
Pour les articles homonymes, voir FNT.
L'aéroport international Bishop de Flint (code IATA : FNT • code OACI : KFNT • code FAA : FNT) est un aéroport situé à Flint, dans le Michigan. Il est nommé en l'honneur d'Arthur Giles Bishop (12 avril 1851 – 22 janvier 1944), banquier et membre du conseil d'administration de General Motors, qui a fait don de 220 acres de terres agricoles pour la construction de l'aéroport en 1928,. C'est le troisième aéroport le plus fréquenté dans le Michigan. 

## Situation
| \| 50 km1:2 570 000 \| Alpena Antrim Flint Charlevoix Cherry Chippewa Delta Grand · Rapids Kalamazoo/ · Battle Creek MBS Muskegon Oakland Pellston Sawyer Welke Lansing Gogebic · Iron Manistee Détroit |
| 50 km1:2 570 000 |

## Compagnies aériennes et destinations

### Passager
L'aéroport est actuellement desservi par plusieurs compagnies aériennes : Allegiant Air, Southwest Airlines et Delta Air Lines, ainsi que des filiales de Delta Air Lines, United Airlines et American Airlines. En outre, FedEx Express et l'une de ses filiales y exploitent des services de transport de fret.
| Compagnies     | Destinations |
| -------------- | --- |
| Allegiant Air  | Boston Logan (débute mars 10, 2022), Jacksonville (débute mars 11, 2022), Las Vegas-Harry-Reid, Nashville, Orlando-Sanford, Phoenix-Mesa-Gateway, Punta Gorda (Floride), St. Petersburg-Clearwater En saison : Fort Lauderdale-Hollywood, Sarasota-Bradenton |
| American Eagle | Charlotte-Douglas, Chicago-O'Hare |
| United Express | Chicago-O'Hare |

Édité le 02/01/2022

## Statistiques
En 2007, 1 071 238 passagers ont utilisé l'aéroport International Bishop ; en 2011, 938 914 passagers ont utilisé l'aéroport. 